# 多米諾骨牌理論

多米諾骨牌理論被比喻為亞洲的共產主義國家的多米諾骨牌效應。
由左而右的順序是:CHN，PRK，VNM，LAO，KHM，THA，MYS，IDN，MMR，IND

多米諾骨牌理論（英語：domino theory）是由美國政府於冷戰時間所提出的國際關係理論。该理論最早由艾森豪威爾提出，他指假如中南半島落入共產黨的控制，其他東南亞國家都會出现多米諾骨牌效應，逐漸被共產黨赤化，因此多米諾骨牌理論成為日後美國強烈介入他国的原因。
美国总统德怀特·艾森豪威尔在1954年的新聞發布會中如此描述了這一理論：
最後，你得考慮的更遠一點——（局勢）可能會遵循所謂的“多米諾骨牌”原則。當你設置了一排多米諾骨牌，敲倒第一個多米諾骨牌，可以確定的是後面的骨牌會很快的一個接著一個倒下。你得考慮到（赤化）產生的最深遠的影響。
此外，艾森豪威尔对多米诺骨牌理论的深刻信仰提高了美国追求多边主义的成本。因为在这之前已经有了中国共产党赢得国共内战、東南亞的共產主義大傳播以及朝鮮戰爭，多米諾骨牌理論事實上是在對抗大半個東亞和東南亞。艾森豪威尔认为东亚的共产主义拥有着强大的力量，这与道格拉斯·麦克阿瑟将军的评论一致。
美國擔心越南赤化，馬來西亞及菲律賓亦會受到影響，結果是美國動用大量人力物力都未能阻止越南赤化。而越南赤化後，因共產主義國家內部陸續在政治、經濟、道義上遭到挫敗，並在亞洲發生了共產主義國家間的戰爭（例如柬越戰爭、1979年中越戰爭）。因而仅有老挝人民民主共和国、柬埔寨人民共和国两个東南亞國家改投共產主義陣營，令骨牌理論出現逆轉。後該理論又曾使用在獨裁國家民主化之上。